# 29er Jolle

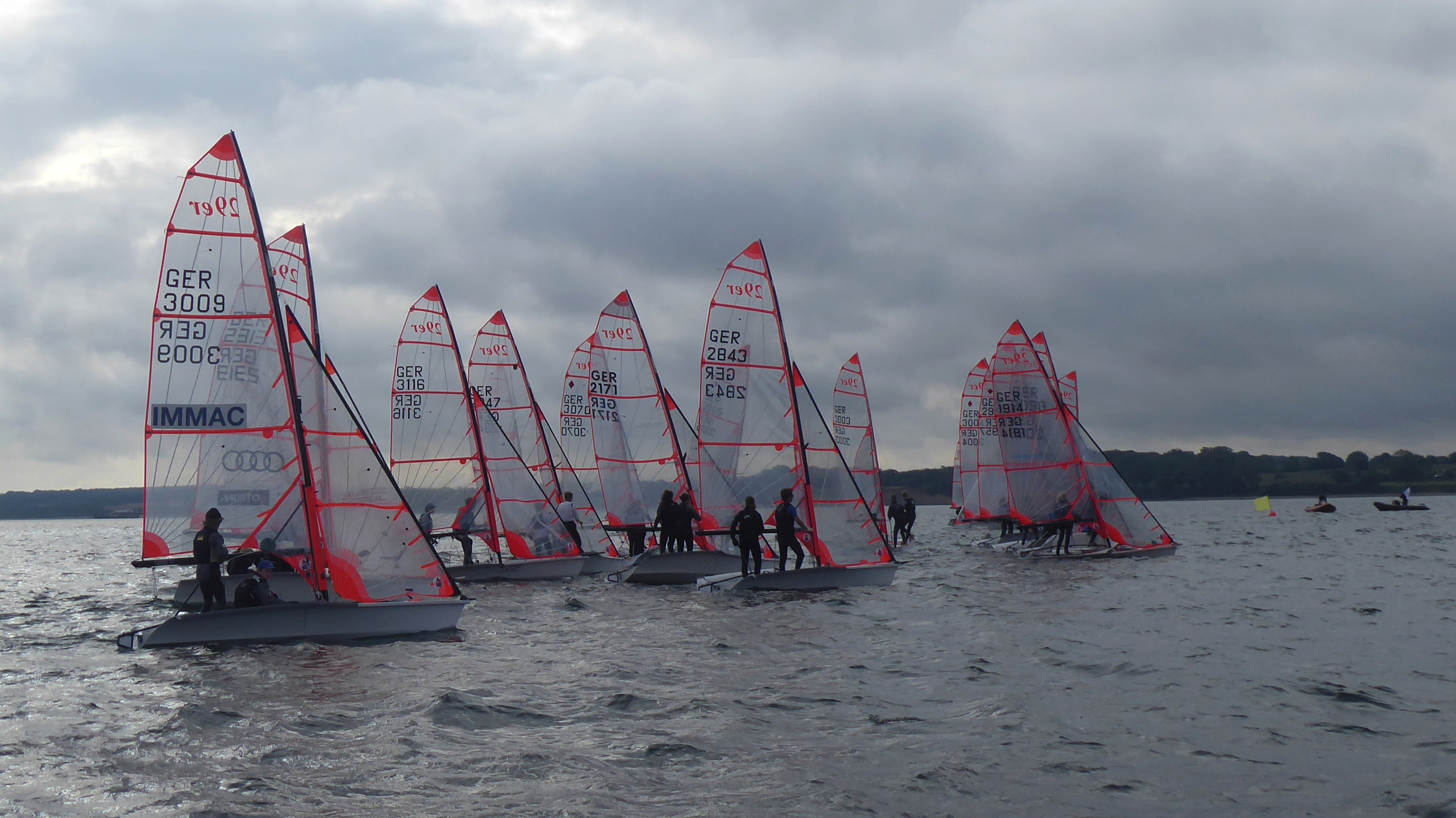
29er sammeln sich an der Startlinie

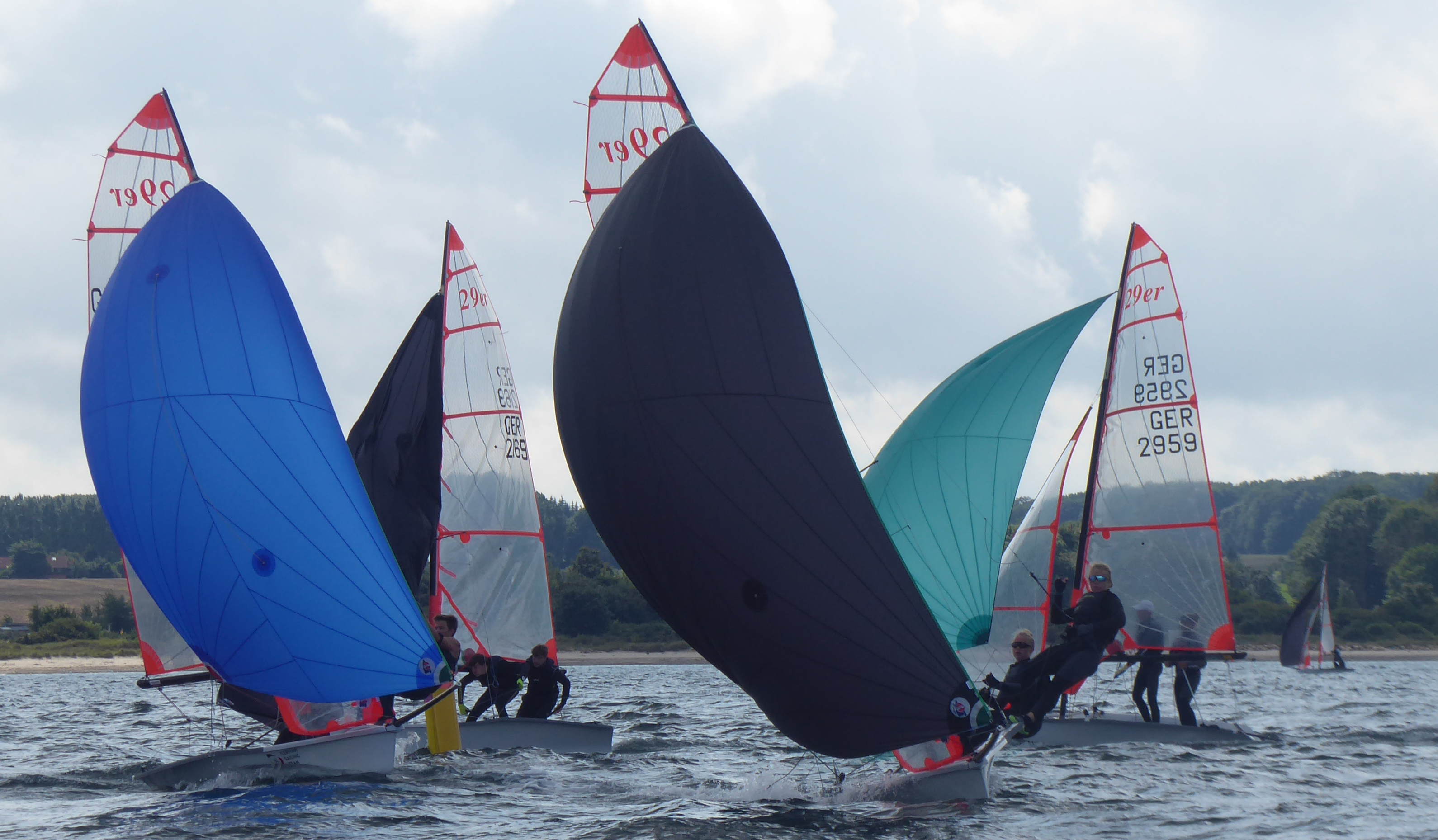
29er nach der Wendemarke auf Gennakerkurs

Der 29er ist ein Skiff für Erwachsene und Jugendliche. Das Boot ist ein One-Design-Boot, das heißt, alle Boote sind baugleich, vom Segel bis zum Rumpf.

## Geschichte
Vom Australier Julian Bethwaite konstruiert, wurden 1998 die ersten Exemplare des 29er in Leistenbauweise gebaut. Er wurde als kleinere Variante des olympischen 49er entwickelt, um dem Seglernachwuchs ein geeignetes Boot für den Einstieg zu bieten.
2001 wurde der 29er von der ISAF als Zweihandboot für Jugendweltmeisterschaften ausgewählt, die 2002 in Kanada stattfanden.
Inzwischen wird der 29er unter Lizenz in England, Kanada, Argentinien, Neuseeland, Südafrika und Australien hergestellt.
Seit 2005 ist der 29er eine DSV-Jugendmeisterschaftsklasse in Deutschland und durfte im Jahre 2008 seine erste Internationale Deutsche Meisterschaft austragen, da in der Rangliste mehr als 60 Teams geführt werden.
Viele Vereine ersetzen daher ihre 420er Jollen oder Piraten durch den modernen 29er. 2008 ersetzte die ISAF den 420er durch den 29er als Bootsklasse bei den ISAF Youth Worlds.

## Rumpf
Der Rumpf besteht aus glasfaserverstärktem Kunststoff (GFK) in Vollsandwichbauweise mit Doppelboden. Die Rümpfe werden in Europa von Ovington Boats Ltd gebaut.

## Rigg, Takelage, Segel
Der Mast besteht aus Alu-CFK-Verbundwerkstoff und ist dreifach teilbar. Die Fock ist selbstwendend, das heißt, die einmal für die Kreuz eingestellte Fock muss bei einer Wende nicht weiter bedient werden, sondern wechselt selbstständig die Stellung für den neuen Kurs. Dazu hat das Boot noch ein durchgelattetes Großsegel, welches  aus der Hand gefahren wird sowie einen Gennaker für Halbwind bis Raumschots-Kurse. Die Segel werden (wie beim Windsurfen) aus Folienmaterial hergestellt. Nur der Gennaker besteht aus leichtem Stoff wie andere Spinnaker.

## Segeln im 29er
Beim 29er steht nur der Vorschoter im Trapez, während der Steuermann sitzend im Ausreitgurt hängt.
Der 29er ist aufgrund seiner Form im Vergleich zu anderen Jollen schwerer aufrecht zu halten.
Das ideale Gewicht der Crew liegt zwischen 100 und 145 kg, je nach Masse hat das Team einen Vorteil bei viel oder wenig Wind.
Der 29er wurde extra für Einsteiger in den (Skiff-)Segelsport konzipiert.
Er ist gegenüber dem Piraten oder der 420er Jolle vom Handling teilweise schwerer zu segeln, dafür aber wendiger und schneller – der Rekord liegt bei mittlerweile über 25 Knoten. Das Gennakersystem sowie die selbstwendende Fock erleichtern das Segeln.
Auf Amwindkursen wird das Boot vom Vorschoter durch Gewichtstrimm und unter Einsatz des Trapezes aufrecht gehalten, der Steuermann steuert das Boot.
Die Großschotführung ermöglicht dem Vorschoter auf der Kreuz das Großsegel zu bedienen, so dass dieser das Boot besser aufrecht halten kann. Auf Raumschot- und Halbwindkursen bedient der Vorschoter den Gennaker und der Steuermann übernimmt das Großsegel.

## 29erXX
Der 29erXX besteht aus dem gleichen Rumpf wie der klassische 29er und unterscheidet sich durch ein größeres Rigg mit zwei Trapezen. Wie beim klassischen 29er-Rigg werden Foliensegel verwendet, jedoch setzt der Gennaker an der Mastspitze an. Der 29erXX wurde ursprünglich als olympisches Damenboot konzipiert – als 49er für Frauen.